# Dafne Musolino
Dafne Musolino (Messina, 4 dicembre 1974) è una politica italiana, dal 13 ottobre 2022 senatrice della Repubblica, eletta con Sud chiama Nord per poi lasciarlo e aderire ad Italia Viva.

## Biografia
Nata a Messina, dove si laurea in giurisprudenza all'Università della medesima città, ottenendo l'abilitazione come avvocato civilista, tributario e penalista.
Alle elezioni amministrative del 2013 si candida al consiglio comunale di Messina, nella lista civica "La Farfalla" a sostegno del candidato sindaco del centro-sinistra Felice Calabrò, raccogliendo 290 preferenze ma senza risultare eletta, a causa dei risultati magri ottenuti dalla lista.
Alla tornata elettorale del 2018 si è candidata nuovamente al consiglio comunale di Messina, questa volta nella lista civica "La Svolta per De Luca Sindaco" a sostegno del candidato sindaco Cateno De Luca, raccogliendo 220 preferenze e non viene eletta, nonostante la vittoria di De Luca e la sua elezione a sindaco.. Il successivo 26 giugno 2018 viene comunque nominata assessore nella giunta comunale di quest'ultimo, ottenendo undici deleghe, tra le più importanti figurano contenzioso tributario, attività produttive (commercio e mercati) e promozionali, politiche ambientali e del mare, polizia municipale, risorse umane e sicurezza urbana. Durante la pandemia di COVID-19 ha avuto anche la delega specifica alla gestione dell’emergenza, affrontando e coordinando tutta l’attività amministrativa di gestione della crisi, fra cui la gestione insieme al sindaco De Luca degli accessi all’Isola e del contenimento del contagio. Inoltre è stata al centro di diverse polemiche per aver emanato delle circolari in contrasto con i DPCM che, al tempo, venivano disposti dal Presidente del Consiglio Giuseppe Conte, inasprendo ulteriormente le chiusure rispetto a quanto deciso a livello centrale.
Alle elezioni europee del 2019 viene candidata al Parlamento europeo, tra le liste di Forza Italia nella circoscrizione Italia insulare, in virtù dell'accordo tra De Luca, Silvio Berlusconi e Gianfranco Miccichè (coordinatore regionale di Forza Italia in Sicilia) che - oltre a garantire un candidato per Sicilia Vera - si fondava anche su un programma condiviso per la città di Messina da portare nel Parlamento europeo; tuttavia risulterà la seconda dei non eletti con 47.187 preferenze.
Nel 2022 De Luca decide di dimettersi da sindaco, per candidarsi alla presidenza della Regione Siciliana per le imminenti elezioni regionali, portando il comune di Messina ad elezioni anticipate. Il sindaco uscente sceglie anche il nome del proprio successore, annunciando -insieme al partito "Sicilia Vera"- la candidatura a sindaco di Messina di Federico Basile, direttore generale del Comune durante la sua sindacatura. L'assessore Musolino, forte dell'esperienza amministrativa trascorsa al fianco del sindaco, sceglie di ricandidarsi per la terza volta al consiglio comunale messinese, con la coalizione deluchiana. Si presenta nella lista "Basile Sindaco di Messina - De Luca Presidente - Sicilia Vera", la più votata in città con i suoi 16.188 voti (il 17,44%). Musolino ottiene 683 preferenze e risulta finalmente eletta consigliera comunale. Il 17 giugno seguente viene confermata assessore del Comune di Messina dal nuovo sindaco Federico Basile, con le medesime deleghe che aveva nella giunta precedente.

### Elezione a senatrice
Alle elezioni politiche anticipate del 2022 viene candidata al Senato della Repubblica nel collegio uninominale Sicilia - 06 (Messina), per la neonata formazione politica deluchiana Sud chiama Nord (ScN). Risulta eletta senatrice con il 29,96% dei voti, poco davanti al candidato del centro-destra Carmela Bucalo (29,40%) e quella del Movimento 5 Stelle Barbara Floridia (18,02%). Si dimette il 10 ottobre successivo dalle cariche di assessore comunale, in seguito all'elezione a senatrice..
Nella XIX legislatura è componente della 9ª Commissione Industria, commercio, turismo, agricoltura e produzione agroalimentare, della 10ª Commissione Affari sociali, sanità, lavoro pubblico e privato, previdenza sociale, della Commissione parlamentare di vigilanza Rai, della Sottocommissione permanente per l'accesso, della Commissione parlamentare per il contrasto degli svantaggi derivanti dall'insularità e della Commissione parlamentare antimafia, oltre a ricoprire l'incarico di vice-capogruppo del gruppo parlamentare Per le Autonomie.
Il 5 ottobre 2023, dopo la scelta del leader De Luca di troncare i rapporti con Italia Viva (con cui si stava costruendo una lista elettorale condivisa per le elezioni europee 2024), Musolino annuncia l'abbandono di Sud chiama Nord e il passaggio al partito di Matteo Renzi.

## Vicende giudiziarie
Il 28 febbraio 2024 risulta indagata, assieme a 13 persone (tra cui Cateno De Luca), per presunte irregolarità ai tempi in cui era assessore comunale di Messina.